# Wine to Love - I colori dell'amore
Wine to Love - I colori dell'amore è un film del 2018 diretto da Domenico Fortunato.
Film commedia italiano, in cui Fortunato, debuttante alla regia, è anche tra gli attori protagonisti.

## Trama
A Vulture, Basilicata, Enotrio Favuzzi, un produttore di vino aglianico, riceve dei riconoscimenti e suscita con ciò l'interesse di Laura Rush, un'imprenditrice americana e commerciante di vini, che ingaggia Nico per conquistare la fiducia di Enotrio e spingerlo a venderle i vigneti.
Il vigneto di Enotrio, però, suscita interesse anche nel fratello Luca, pieno di debiti, che vuole vendere i terreni per costruire un resort di lusso.
Al paese intanto fa ritorno anche Anna Monti di cui Enotrio è sempre stato innamorato e che Nico cerca di usare per ottenere il suo obiettivo.

## Produzione
Il film è stato principalmente girato a Venosa e Melfi, in provincia di Potenza, e New York.

## Distribuzione
Il film ha avuto una distribuzione limitata nelle sale italiane dal 18 al 19 dicembre 2018.

## Accoglienza
Il film ha avuto la sua prima messa in onda televisiva su Rai 1, in prima serata, il 4 gennaio 2019 ottenendo il 16.4% di share pari a 3.828.000 telespettatori.

### Polemiche
Per l'occasione della sua prima messa in onda, Il Popolo della Famiglia, partito capitanato dal giornalista Mario Adinolfi, ha richiesto la censura del film a causa di un bacio omosessuale maschile, della durata di circa 10 secondi, presente al suo interno (ciò a causa della fascia oraria serale). In risposta alla polemica, che non sortì alcun effetto, Jane Alexander, che nel film ha interpretato il ruolo di Laura Rush, si è detta: "allucinata dal fatto che nel 2019 un bacio fra uomini scateni queste reazioni".